# Izabela Sadoveanu-Evan
Izabela Sadoveanu-Evan (również Izabela Sadoveanu-Andrei) (ur. 24 lutego 1870 w Săucești, zm. 6 sierpnia 1941) – rumuńska krytyczka literacka, dziennikarka, poetka, nauczycielka i działaczka feministyczna. Występowała również pod pseudonimami artystycznymi I.Z.S.D. i Iz. Sd.

## Biografia
Od młodości była zwolenniczką socjalizmu przede wszystkim jako przedstawicielka środowisk poporanistów i osobista przyjaciółka krytyka kultury Garabeta Ibrăileanu. Pod przewodnictwem Ibrăileanu, Sadoveanu pisała dla magazynu Viața românească, w którym próbowała pogodzić etnonacjonalizm i tradycjonalizm etniczny z estetyzmem. Jako krytyczka literacka promowała uznanie symbolizmu jako niezależnego zjawiska kulturowego i komentowała współczesne osiągnięcia literatury angielskiej.
Reprezentowała rumuńskie środowiska feministyczne na kongresie International Alliance of Women, gdzie prezentowała gradualistyczne podejście do sprawy praw kobiet. W okresie międzywojennym zainteresowała się połączeniem feminizmu i eugeniki. Jako nauczycielka wspierała reformy oświatowe i propagowała Metodę Montessori.